# Маковски, Джудианна
Джудианна Маковски (англ. Judianna Makovsky; 24 августа 1955, Нью-Джерси, США) — американская художница по костюмам. Трижды номинировалась на премию «Оскар» за лучший дизайн костюмов в картинах «Плезантвиль», «Гарри Поттер и философский камень» и «Фаворит».

## Карьера

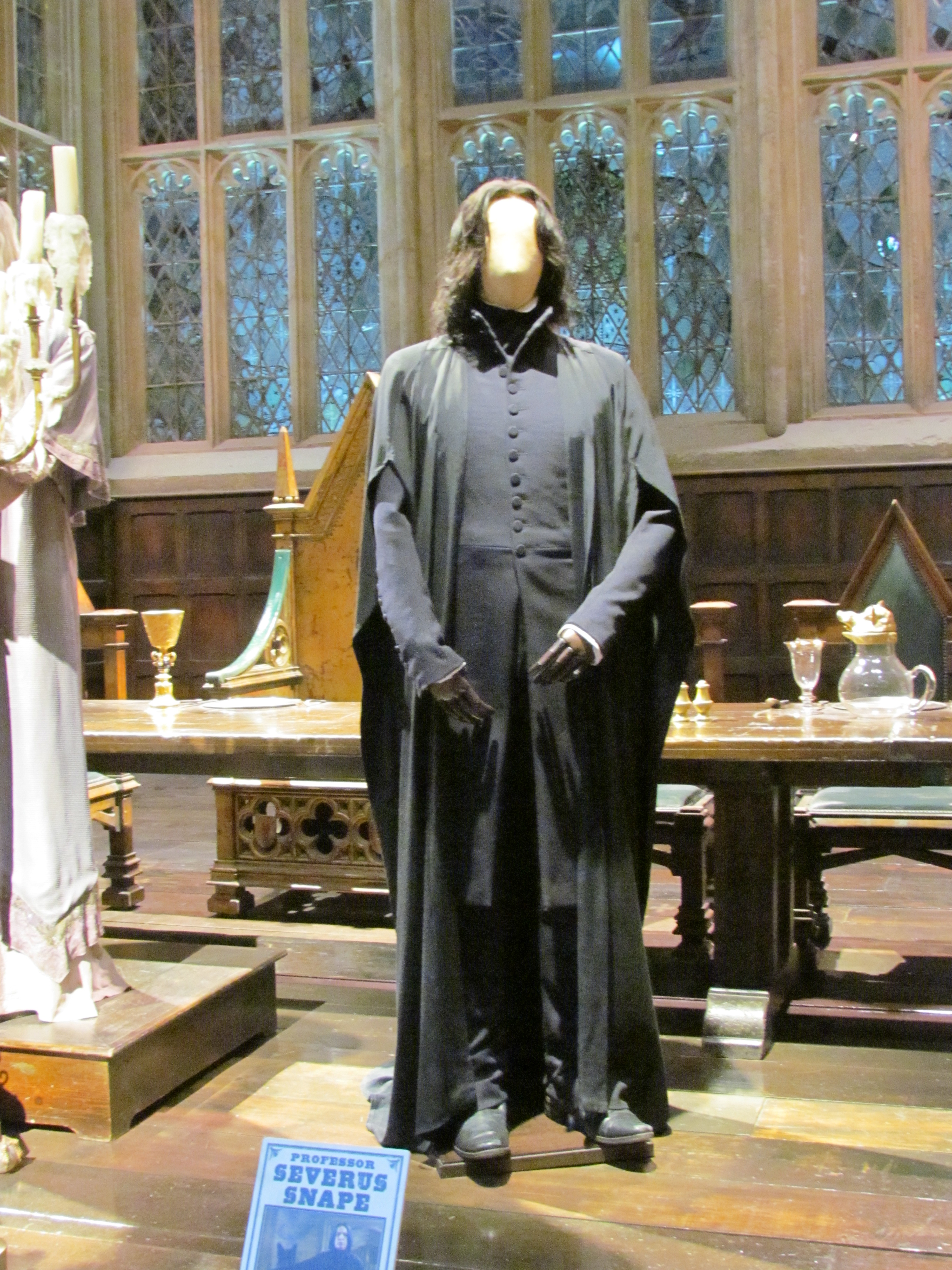
костюм Северуса Снегга в фильмах о Гарри Поттере

Ещё в юности Джудианна Маковски участвовала в детском хоре балета Метрополитен-опера, но уже тогда её больше интересовало, что происходило за кулисами шоу.
Выпускница Чикагского института искусств и Йельской школы драмы. Работала помощницей у английской театральной художницы Джейн Гринвуд, которая была одним из её преподавателей в Йеле.
В кинематографе с 1984 года, сначала в качестве ассистента у дизайнеров костюмов: Милены Канонеро в фильмах режиссёра Фрэнсиса Форда Копполы «Клуб „Коттон“» (1984), «Такер: Человек и его мечта» (1988) и у Джеффри Кёрланда в картинах Вуди Аллена «Дни радио» и «Сентябрь» (1987). Затем дебютировала уже в качестве самостоятельного художника по костюмам в фильмах: «Сады камней» (1987) и «Большой» (1988).
В конце 1990-х — начале 2000-х была трижды номинирована на премию «Оскар» за лучший дизайн костюмов в картинах «Плезантвиль» (1998), «Фаворит» (2003), режиссёра Гэри Росса и за первый фильм о Гарри Поттере (2001), Криса Коламбуса.
Также создала костюмы для таких кассовых фильмов, как «Люди Икс: Последняя битва», «Голодные игры», ряда лент из Кинематографической вселенной Marvel, в том числе самого кассового фильма «Мстители: Финал».

## Фильмография
Costume and Wardrobe Department
- 1984 — Клуб «Коттон» (ассистент дизайнера костюмов) (реж. Фрэнсис Форд Коппола, дизайнер костюмов Милена Канонеро)
- 1987 — Дни радио (ассистент дизайнера костюмов) (реж. Вуди Аллен, дизайнер костюмов Джеффри Кёрланд)
- 1987 — Сентябрь (ассистент дизайнера костюмов) (реж. Вуди Аллен, дизайнер костюмов Джеффри Кёрланд)
- 1988 — Такер: Человек и его мечта (ассистент дизайнера костюмов) (реж. Фрэнсис Форд Коппола, дизайнер костюмов Милена Канонеро)
- 1990 — Дик Трейси (associate costume designer) (реж. Уоррен Битти, дизайнер костюмов Милена Канонеро)
- 1999 — Глория (costume designer: Ms. Stone) (реж. Сидни Люмет)

Дизайнер костюмов
- 1987 — Сады камней (реж. Фрэнсис Форд Коппола)
- 1988 — Большой (реж. Пенни Маршалл)
- 1989 — Маргарет Бурк-Уайт (ТВ) (реж. Лоуренс Шиллер)
- 1989 — Заблудшие ангелы (реж. Хью Хадсон)
- 1990 — Изнанка судьбы (реж. Барбе Шрёдер)
- 1992 — Those Secrets (ТВ) (реж. Дэвид Мэнсон)
- 1992 — Мисс Роуз Уайт (ТВ) (реж. Джозеф Сарджент)
- 1993 — Трайбека (телесериал) / TriBeCa (пилотный эпизод: «The Box»)
- 1993 — Дикие пальмы (мини-сериал)
- 1993 — Шесть степеней отчуждения (реж. Фред Скеписи)
- 1994 — Осторожно, заложник! (реж. Демме Тед)
- 1994 — Специалист (реж. Луис Льоса)
- 1995 — Быстрый и мёртвый (реж. Сэм Рэйми)
- 1995 — Маленькая принцесса (реж. Альфонсо Куарон)
- 1996 — Белый шквал (реж. Ридли Скотт)
- 1997 — Лолита (реж. Эдриан Лайн)
- 1997 — Адвокат дьявола (реж. Тэйлор Хэкфорд)
- 1998 — Большие надежды (реж. Альфонсо Куарон)
- 1998 — Плезантвиль (реж. Гэри Росс)
- 1998 — Практическая магия (реж. Гриффин Данн)
- 1999 — Ради любви к игре / For Love of the Game (реж. Сэм Рэйми)
- 2000 — Легенда Багера Ванса (реж. Роберт Редфорд)
- 2001 — Гарри Поттер и философский камень (реж. Крис Коламбус)
- 2003 — Фаворит (реж. Гэри Росс)
- 2004 — Сокровище нации (реж. Джон Тёртелтауб)
- 2006 — Люди Икс: Последняя битва (реж. Бретт Ратнер)
- 2007 — Кто вы, мистер Брукс? (реж. Брюс А. Эванс)
- 2007 — Сокровище нации: Книга тайн (реж. Джон Тёртелтауб)
- 2009 — История одного вампира (реж. Пол Вайц)
- 2010 — Повелитель стихий (реж. М. Найт Шьямалан)
- 2011 — Хаос (телесериал) / CHAOS (пилотный эпизод, реж. Бретт Ратнер)
- 2011 — Что скрывает ложь (реж. Джоэл Шумахер)
- 2012 — Голодные игры (реж. Гэри Росс)
- 2013 — Лицо любви / The Face of Love (реж. Арье Позин)
- 2013 — Муви 43 (сегмент: «День рождения», реж. Бретт Ратнер)
- 2014 — Первый мститель: Другая война (реж. Энтони Руссо и Джо Руссо)
- 2014 — Внеземное Эхо (реж. Дэйв Грин)
- 2015 — Последние дни в пустыне / Last Days in the Desert (реж. Родриго Гарсиа)
- 2015 — Ужастики (реж. Роб Леттерман)
- 2016 — Первый мститель: Противостояние (реж. Энтони Руссо и Джо Руссо)
- 2017 — Стражи Галактики. Часть 2 (реж. Джеймс Ганн)
- 2018 — Мстители: Война бесконечности (реж. Энтони Руссо и Джо Руссо)
- 2019 — Мстители: Финал (реж. Энтони Руссо и Джо Руссо)

## Награды и номинации
Премия «Оскар» за лучший дизайн костюмов:
- 1999 — «Плезантвиль» (номинация)
- 2002 — «Гарри Поттер и философский камень» (номинация)
- 2004 — «Фаворит» (номинация)

Премия BAFTA за лучший дизайн костюмов:
- 2002 — «Гарри Поттер и философский камень» (номинация)

Премия «Сатурн» за лучшие костюмы:
- 1999 — «Плезантвиль» (номинация)
- 2002 — «Гарри Поттер и философский камень» (награда)
- 2007 — «Люди Икс: Последняя битва» (номинация)
- 2019 — «Мстители: Финал» (номинация)

Премия «Спутник» за лучший дизайн костюмов:
- 1999 — «Плезантвиль» (номинация)
- 2004 — «Фаворит» (номинация)